# دبیرخانه بخش والاپانه
دبیرخانه بخش والاپانه (به لاتین: Walapane Divisional Secretariat) یک منطقهٔ مسکونی در سری‌لانکا است که در ناحیه نووارا الییا واقع شده‌است.